# Arebius sequoius
Arebius sequoius är en mångfotingart som beskrevs av Chamberlin 1941. Arebius sequoius ingår i släktet Arebius och familjen stenkrypare. Inga underarter finns listade i Catalogue of Life.